# Felipe Anderson
Felipe Anderson Pereira Gomes (Santa Maria, 15 aprile 1993) è un calciatore brasiliano, centrocampista o attaccante del Palmeiras.
Con la nazionale olimpica brasiliana ha vinto la medaglia d'oro ai Giochi della XXXI Olimpiade svoltisi a Rio de Janeiro.

## Caratteristiche tecniche
In Brasile, nel Santos, si è imposto come trequartista puro; successivamente in Italia, con la Lazio, ha svolto principalmente il ruolo di esterno offensivo oppure quello di centrocampista di fascia; a livello tattico può giocare su entrambe le fasce o al centro, anche se predilige quella destra. All'occorrenza è stato impiegato anche come attaccante.
Dotato di un fisico longilineo e ambidestro, possiede una buona tecnica di base, dribbling secco e stop in movimento, nonché un buon tiro dalla distanza e precisione nei calci piazzati: rigori, punizioni e corner. È inoltre un giocatore che riesce a muoversi bene tra le linee, rapido e scattante. Caratterizzato anche da corsa, duttilità, spirito di sacrificio e umiltà, nella Nazionale Under-20 brasiliana ha giocato in una posizione più arretrata, coprendo le spalle ad Ademilson da centrocampista centrale.

## Carriera

### Club

#### Santos
Ha iniziato la sua carriera calcistica nell'Associação 14 Companhia de Polícia Militar Independente (CPMIND), a Santa Maria, all'età di sei anni. Poco dopo si trasferisce al Federal FC dove gioca fino al 2006, anno in cui viene ingaggiato dal Sport Clube Recreativo Gaminha FC. Dopo alcune buone prestazioni viene ingaggiato dall'Astral EC, squadra del Paraná. Nel 2007 si trasferisce nelle giovanili del Coritiba e la stessa estate viene prelevato dal Santos.
Esordisce, con la maglia della prima squadra del Santos, il 7 ottobre 2010, a 17 anni, nella partita di Série A vinta per 3-0 contro il Fluminense, sostituendo al 90' Zé Eduardo. Il 17 ottobre 2010, nella partita contro il San Paolo, sostituisce al 58' Roberto Brum e alla sua seconda presenza da professionista viene ammonito al 77'; la partita viene persa per 4-3. Il 28 novembre 2010 scende in campo, per la prima volta da titolare, nella partita persa per 3-2 contro l'Avaí, disputando tutti i minuti di gioco.
Il 15 gennaio 2011 arriva l'esordio nel Paulistão, campionato di calcio dello stato di San Paolo, nella partita vinta 4-1 contro il Linense, nella quale subentra a Robinho al 70' e nell'ultimo minuto di gioco viene anche ammonito. Gioca la sua prima partita da titolare, nel Campionato Paulista, il 5 febbraio 2011 contro il Santo André: la partita viene pareggiata 1-1 e Felipe Anderson gioca tutta la partita. Il 12 febbraio 2011, non ancora diciottenne, mette a segno il suo primo gol da professionista ai danni del Noroeste, firmando al 70' il 2-0 finale. Il 12 maggio 2011 esordisce in Coppa Libertadores, massima competizione sudamericana di calcio per club, nella vittoria per 1-0 contro il club colombiano dell'Once Caldas, subentrando al 74' all'autore del gol vittoria Alan Patrick. Tre giorni dopo il suo esordio nella Coppa Libertadores vince anche il suo primo titolo da professionista, infatti il Santos batte il Corinthians nella finale per l'assegnazione del Paulistão. Il 22 maggio 2011 torna in campo nel massimo campionato brasiliano nel pareggio per 1-1 contro l'Internacional. Il 22 giugno 2011, anche se non scende in campo nella finale, vince il suo primo titolo internazionale poiché il suo club batte 2-1 il club uruguaiano del Peñarol in finale di Coppa Libertadores. Il 7 settembre 2011 arriva anche il primo gol nel Brasileirão, firmando il 2-1 finale contro l'Avaí. Dall'8 al 18 dicembre 2011, insieme al Santos, partecipa alla Coppa del mondo per club FIFA 2011, seppur senza scendere mai in campo, ottenendo la medaglia d'argento visto che il Santos viene battuto in finale dal club spagnolo del Barcellona. Nel 2010 ottiene quindi 5 presenze nel massimo campionato brasiliano. Nel 2011, in totale, vince due titoli e scende in campo in 29 partite nelle quali segna 2 gol.
La prima partita del 2012 arriva il 21 gennaio nel pareggio per 1-1 contro il XV de Piracicaba nella partita di Paulistão. Il 10 febbraio 2012 mette a segno il suo primo gol stagionale, siglando il 4-1 finale contro il Botafogo. Il 13 maggio 2012 vince il suo secondo Paulistão, infatti il Santos batte il Guarani in finale. L'8 luglio 2012 mette a segno la sua prima doppietta in carriera nella partita di Série A contro il Grêmio, vinta per 4-2. Il 27 settembre 2012 vince il suo secondo titolo internazionale, poiché il Santos vince la finale contro il club cileno dell'Universidad de Chile di Recopa Sudamericana, trofeo calcistico sudamericano che, dal 2003, viene assegnato al termine di due partite che mettono di fronte i vincitori della Copa Libertadores e della Coppa Sudamericana dell'anno precedente. Conclude l'annata con 55 partite disputate nelle quali ha segnato 7 gol.
L'esordio stagionale arriva il 27 gennaio 2013 contro il Bragantino, partita pareggiata 2-2. A fine Campionato Paulista ottiene 15 presenze e la medaglia d'argento, poiché il Santos viene battuto in finale dal Corinthians. Il 18 aprile 2013 gioca la sua prima partita in Coppa del Brasile nella partita vinta 2-0 contro il Flamengo, esordendo in partita in corso subentrando al 79' ad Arouca. Gioca la prima partita stagionale della Série A il 26 maggio 2013 contro il Flamengo, partita pareggiata 0-0, subentrando a Walter Montillo all'80'. A inizio luglio lascia la squadra che lo ha lanciato dopo avervi disputato 110 partite nelle quali ha messo a segno 9 gol.

#### Lazio

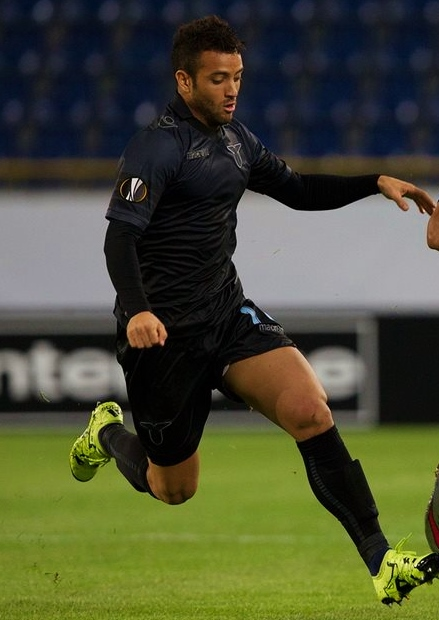
Anderson con la maglia della nel 2015

Il 9 luglio 2013 si trasferisce alla società italiana della Lazio, con cui firma un contratto quinquennale. Fa il suo esordio con la nuova maglia il 3 ottobre 2013 in occasione della partita di Europa League pareggiata per 3-3 contro i turchi del Trabzonspor, giocando fino al 79' quando viene sostituito da Keita Baldé. Tre giorni dopo, Anderson fa il suo esordio anche in Serie A partendo dal primo minuto in occasione della partita pareggiata per 0-0 contro la Fiorentina, viene sostituito poi al minuto 59 da Sergio Floccari. Il 28 novembre trova il suo primo gol, con la maglia biancoceleste, in occasione della partita di Europa League contro il Legia Varsavia, partita vinta 2-0. Conclude la sua prima stagione alla Lazio con 20 presenze e 1 gol in totale.
Il 7 dicembre 2014 trova il suo primo gol in Serie A in occasione della vittoria esterna, per 1-2, contro il Parma, chiudendo la partita al 59º minuto. Il 21 dicembre successivo mette a segno la sua prima doppietta con la maglia della Lazio, siglando il primo e il secondo gol della partita finita 2-2 contro l'Inter. L'11 gennaio 2015, nel pareggio esterno 2-2 contro la Roma, prima firma l'assist per il gol di Stefano Mauri e poi mette a segno il suo primo gol nel Derby di Roma. Il 20 maggio 2015 perde la finale di Coppa Italia dove la Lazio viene battuta di misura dalla Juventus per 2-1. Conclude la sua seconda stagione alla Lazio con 37 presenze e 11 gol in totale.
La terza stagione si apre l'8 agosto 2015, giocando da titolare e perdendo la Supercoppa italiana 2015, per 2-0, contro i Campioni d'Italia della Juventus. Il 18 agosto successivo disputa la sua prima partita in Champions League in occasione del turno preliminare, vinto per 1-0, contro i tedeschi del Bayer Leverkusen. Il 17 aprile 2016 raggiunge quota cento presenze con la maglia del club capitolino in occasione della vittoria casalinga, per 2-0, contro l'Empoli. Chiude la stagione con un bottino di 47 presenze e 9 reti risultando essere il giocatore più impiegato nell'arco dell'intera stagione.

Il 28 gennaio 2017, in occasione della sconfitta casalinga, per 0-1, contro il Chievo, disputa la sua centesima partita in Serie A. Il 17 maggio 2017 perde la sua seconda finale di Coppa Italia poiché la sua squadra viene superata, per 2-0, dalla Juventus. Chiuderà la sua quarta stagione con la maglia della Lazio con un totale di 41 presenze e 5 reti andando a risultare per la seconda stagione consecutiva il giocatore più utilizzato della squadra insieme a Ciro Immobile.

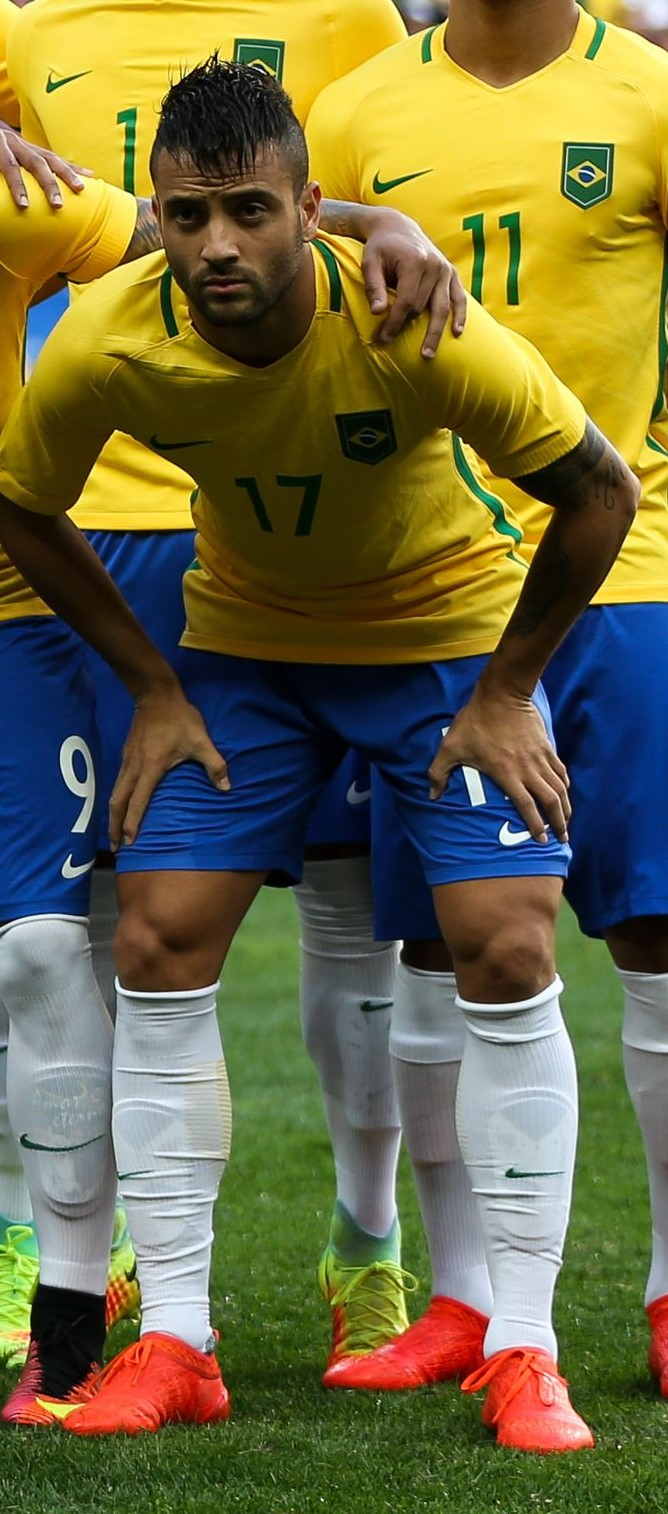
Felipe Anderson con la maglia della nazionale olimpica brasiliana nel 2016

Il 13 agosto 2017 vince il suo primo titolo in maglia biancoceleste: la Lazio si impone, per 2-3, sulla Juventus nella partita valida per l'assegnazione della Supercoppa italiana 2017. Anderson non scende, però, in campo a causa di un infortunio che gli farà saltare anche i primi mesi della nuova stagione. Torna in campo il 7 dicembre successivo in occasione della trasferta di Europa League persa, per 3-2, contro i belgi dello Zulte Waregem. Conclude la stagione con la vittoria della Supercoppa italiana, 32 presenze e 8 reti messe a segno.

#### West Ham e prestito al Porto
Il 15 luglio 2018 è ufficializzato il suo trasferimento agli inglesi del West Ham Utd per 38 milioni di euro. L'esordio arriva il 12 agosto successivo in occasione della trasferta persa, per 4-0, contro il Liverpool. Realizza il suo primo gol per i londinesi il 29 settembre dello stesso anno nel successo per 3-1 contro il Manchester Utd.
Dopo una buona prima stagione con gli hammers, nella seconda il suo rendimento cala, ragion per cui il 6 ottobre 2020 viene ceduto in prestito al Porto. Tuttavia coi lusitani trova poco spazio giocando solo 10 partite tra campionato e coppe.

#### Ritorno alla Lazio
Il 16 luglio 2021 fa ritorno alla Lazio dopo tre anni. Il trasferimento viene finalizzato dai biancocelesti il 19 agosto seguente. Il ritorno al gol arriva alla seconda giornata contro lo Spezia dove realizza il gol del 4-1 per la Lazio, gara successivamente vinta per 6-1. Torna al gol anche nel derby di Roma segnando il gol del 3-1, nella gara del 26 settembre poi vinta 3-2 dalla Lazio. Il 16 ottobre seguente realizza il gol del 2-1 contro l'Inter dell'ex Simone Inzaghi.
Il 20 febbraio 2022 segna il gol del pareggio alla 26ª giornata, nella gara contro l’Udinese (1-1). Chiude la stagione del ritorno collezionando 48 presenze in totale, essendo stato schierato in campo in tutte le partite disputate dalla Lazio in stagione in tutte le competizioni, e mettendo a segno 7 gol complessivi.
Nella terza giornata della nuova stagione va a segno, proprio come l'anno prima, nella partita casalinga contro l'Inter, vinta poi per 3-1. Anche in questa stagione scende in campo in tutte le partite disputate dalla Lazio, collezionando 50 presenze e mettendo a segno 12 reti. Complessivamente, dal suo ritorno alla società biancoceleste, è stato schierato in tutte le 98 partite disputate, diventando il giocatore più utilizzato da Maurizio Sarri.
Il 29 dicembre 2023, Anderson raggiunge quota 300 presenze con la maglia della Lazio in occasione della vittoria interna per 3-1 contro il Frosinone.
Il 26 maggio 2024, subentrando in corso durante l'ultima partita stagionale di Serie A gioca la sua 149ª partita consecutiva, di fatto venendo schierato in campo in tutte le partite disputate dalla Lazio dalla data del suo ritorno. Tale partita coincide anche con la sua ultima con la maglia biancoceleste.

#### Palmeiras
Il 15 aprile 2024 ha firmato un contratto di tre anni e mezzo con il club brasiliano Palmeiras, valido a partire dal 1º luglio 2024. Sceglie di indossare la maglia numero 9. Viene presentato ai suoi nuovi tifosi prima della sfida casalinga con il Gremio (2-2) del 5 luglio, mentre il 18 luglio fa il suo esordio nella sconfitta per 1-0 contro il Botafogo, subentrando nel finale, tornando a giocare una partita nel campionato brasiliano dopo oltre undici anni dall’ultima volta. Tre giorni dopo fa il suo esordio da titolare nella vittoria contro il Cruzeiro (2-0).

### Nazionale

#### Giovanili
Esordisce con la maglia della Seleção nel Campionato sudamericano di calcio Under-20 2013 in Argentina. Il 10 gennaio scende in campo, per la prima volta, nel pareggio per 1-1 contro l'Ecuador. Il 16 gennaio arriva anche la sua prima marcatura nella competizione, segnando su rigore al 45' nella partita vinta per 1-0 contro il Venezuela. Il 18 gennaio non supera il Girone B e quindi non si qualifica per il Girone Finale.
Il 29 giugno 2016 viene inserito nell'elenco dei 18 convocati per le Olimpiadi in Brasile. Successivamente comunica ed ottiene dalla Lazio il permesso di lasciare il ritiro e di raggiungere quello della nazionale per la preparazione per le Olimpiadi. Il 20 agosto 2016 gioca, da subentrato, la finale e vince la medaglia d'oro poiché la sua squadra supera ai calci di rigore la Nazionale olimpica tedesca.

#### Maggiore
Il 7 giugno 2015, in occasione dell'amichevole vinta, per 2-0, contro il Messico, fa il suo esordio con la maglia della nazionale brasiliana sostituendo, al minuto 83, il compagno di squadra Fred. Torna ad essere convocato nel marzo 2019, per le gare contro Panama e Repubblica Ceca.

## Statistiche

### Presenze e reti nei club
Statistiche aggiornate al 15 giugno 2025.
| Stagione            | Squadra             | Campionato          | Campionato | Campionato | Coppe nazionali | Coppe nazionali | Coppe nazionali | Coppe continentali | Coppe continentali | Coppe continentali | Altre coppe | Altre coppe | Altre coppe | Totale | Totale |
| Stagione            | Squadra             | Comp                | Pres       | Reti       | Comp            | Pres            | Reti            | Comp               | Pres               | Reti               | Comp        | Pres        | Reti        | Pres   | Reti   |
| ------------------- | ------------------- | ------------------- | ---------- | ---------- | --------------- | --------------- | --------------- | ------------------ | ------------------ | ------------------ | ----------- | ----------- | ----------- | ------ | ------ |
| 2010                | Santos              | A1/SP+A             | 0+5        | 0          | CB              | 0               | 0               | CS                 | 0                  | 0                  | -           | -           | -           | 5      | 0      |
| 2011                | Santos              | A1/SP+A             | 10+18      | 0+1        | -               | -               | -               | CL                 | 1                  | 0                  | Cmc         | 0           | 0           | 29     | 1      |
| 2012                | Santos              | A1/SP+A             | 12+35      | 1+6        | -               | -               | -               | CL                 | 4                  | 0                  | RS          | 2           | 0           | 53     | 7      |
| 2013                | Santos              | A1/SP+A             | 15+3       | 0          | CB              | 3               | 0               | -                  | -                  | -                  | -           | -           | -           | 21     | 0      |
| Totale Santos       | Totale Santos       | Totale Santos       | 37+61      | 1+7        |                 | 3               | 0               |                    | 5                  | 0                  |             | 2           | 0           | 108    | 8      |
| 2013-2014           | Lazio               | A                   | 13         | 0          | CI              | 2               | 0               | UEL                | 5                  | 1                  | SI          | 0           | 0           | 20     | 1      |
| 2014-2015           | Lazio               | A                   | 32         | 10         | CI              | 5               | 1               | -                  | -                  | -                  | -           | -           | -           | 37     | 11     |
| 2015-2016           | Lazio               | A                   | 35         | 7          | CI              | 2               | 0               | UCL+UEL            | 2+7                | 0+2                | SI          | 1           | 0           | 47     | 9      |
| 2016-2017           | Lazio               | A                   | 36         | 4          | CI              | 5               | 1               | -                  | -                  | -                  | -           | -           | -           | 41     | 5      |
| 2017-2018           | Lazio               | A                   | 21         | 4          | CI              | 4               | 1               | UEL                | 7                  | 3                  | SI          | 0           | 0           | 32     | 8      |
| 2018-2019           | West Ham Utd        | PL                  | 36         | 9          | FACup+CdL       | 2+2             | 1+0             | -                  | -                  | -                  | -           | -           | -           | 40     | 10     |
| 2019-2020           | West Ham Utd        | PL                  | 25         | 1          | FACup+CdL       | 1+2             | 0               | -                  | -                  | -                  | -           | -           | -           | 28     | 1      |
| ago. 2020           | West Ham Utd        | PL                  | 2          | 0          | FACup+CdL       | 0+3             | 1               | -                  | -                  | -                  | -           | -           | -           | 5      | 1      |
| Totale West Ham Utd | Totale West Ham Utd | Totale West Ham Utd | 63         | 10         |                 | 10              | 2               |                    | -                  | -                  |             | -           | -           | 73     | 12     |
| ago. 2020-2021      | Porto               | PL                  | 5          | 0          | CP+CdL          | 2+2             | 0               | UCL                | 1                  | 0                  | SP          | 0           | 0           | 10     | 0      |
| 2021-2022           | Lazio               | A                   | 38         | 6          | CI              | 2               | 0               | UEL                | 8                  | 1                  | -           | -           | -           | 48     | 7      |
| 2022-2023           | Lazio               | A                   | 38         | 9          | CI              | 2               | 1               | UEL+UECL           | 6+4                | 1+1                | -           | -           | -           | 50     | 12     |
| 2023-2024           | Lazio               | A                   | 38         | 5          | CI              | 4               | 0               | UCL                | 8                  | 0                  | SI          | 1           | 0           | 51     | 5      |
| Totale Lazio        | Totale Lazio        | Totale Lazio        | 251        | 45         |                 | 26              | 4               |                    | 47                 | 9                  |             | 2           | 0           | 326    | 58     |
| lug.-dic. 2024      | Palmeiras           | A1/SP+A             | 0+20       | 0+2        | CB              | 2               | 0               | CL                 | 2                  | 0                  | -           | -           | -           | 24     | 2      |
| 2025                | Palmeiras           | A1/SP+A             | 5+9        | 1          | CB              | 2               | 0               | CL                 | 4                  | 0                  | Cmc         | 1           | 0           | 21     | 1      |
| Totale Palmeiras    | Totale Palmeiras    | Totale Palmeiras    | 5+29       | 0+3        |                 | 4               | 0               |                    | 6                  | 0                  |             | 1           | 0           | 45     | 3      |
| Totale carriera     | Totale carriera     | Totale carriera     | 451        | 66         |                 | 47              | 6               |                    | 59                 | 9                  |             | 5           | 0           | 562    | 81     |

### Cronologia presenze e reti in nazionale
| Cronologia completa delle presenze e delle reti in nazionale ― Brasile | Cronologia completa delle presenze e delle reti in nazionale ― Brasile | Cronologia completa delle presenze e delle reti in nazionale ― Brasile | Cronologia completa delle presenze e delle reti in nazionale ― Brasile | Cronologia completa delle presenze e delle reti in nazionale ― Brasile | Cronologia completa delle presenze e delle reti in nazionale ― Brasile | Cronologia completa delle presenze e delle reti in nazionale ― Brasile | Cronologia completa delle presenze e delle reti in nazionale ― Brasile |
| Data                                                                   | Città                                                                  | In casa                                                                | Risultato                                                              | Ospiti                                                                 | Competizione                                                           | Reti                                                                   | Note                                                                   |
| ---------------------------------------------------------------------- | ---------------------------------------------------------------------- | ---------------------------------------------------------------------- | ---------------------------------------------------------------------- | ---------------------------------------------------------------------- | ---------------------------------------------------------------------- | ---------------------------------------------------------------------- | ---------------------------------------------------------------------- |
| 7-6-2015                                                               | San Paolo                                                              | Brasile                                                                | 2 – 0                                                                  | Messico                                                                | Amichevole                                                             | -                                                                      | 83’                                                                    |
| 23-3-2019                                                              | Porto                                                                  | Brasile                                                                | 1 – 1                                                                  | Panama                                                                 | Amichevole                                                             | -                                                                      | 72’                                                                    |
| Totale                                                                 |                                                                        | Presenze                                                               | 2                                                                      |                                                                        | Reti                                                                   | 0                                                                      |                                                                        |

| Cronologia completa delle presenze e delle reti in nazionale ― Brasile olimpica | Cronologia completa delle presenze e delle reti in nazionale ― Brasile olimpica | Cronologia completa delle presenze e delle reti in nazionale ― Brasile olimpica | Cronologia completa delle presenze e delle reti in nazionale ― Brasile olimpica | Cronologia completa delle presenze e delle reti in nazionale ― Brasile olimpica | Cronologia completa delle presenze e delle reti in nazionale ― Brasile olimpica | Cronologia completa delle presenze e delle reti in nazionale ― Brasile olimpica | Cronologia completa delle presenze e delle reti in nazionale ― Brasile olimpica |
| Data                                                                            | Città                                                                           | In casa                                                                         | Risultato                                                                       | Ospiti                                                                          | Competizione                                                                    | Reti                                                                            | Note                                                                            |
| ------------------------------------------------------------------------------- | ------------------------------------------------------------------------------- | ------------------------------------------------------------------------------- | ------------------------------------------------------------------------------- | ------------------------------------------------------------------------------- | ------------------------------------------------------------------------------- | ------------------------------------------------------------------------------- | ------------------------------------------------------------------------------- |
| 14-11-2014                                                                      | Wuhan                                                                           | Brasile olimpica                                                                | 2 – 2                                                                           | Australia olimpica                                                              | Torneo di Wuhan                                                                 | -                                                                               | 43’                                                                             |
| 16-11-2014                                                                      | Wuhan                                                                           | Corea del Sud olimpica                                                          | 0 – 3                                                                           | Brasile olimpica                                                                | Torneo di Wuhan                                                                 | 1                                                                               | 45’                                                                             |
| 18-11-2014                                                                      | Wuhan                                                                           | Brasile olimpica                                                                | 2 – 1                                                                           | Cina olimpica                                                                   | Torneo di Wuhan                                                                 | -                                                                               |                                                                                 |
| 28-3-2015                                                                       | Cariacica                                                                       | Brasile olimpica                                                                | 4 – 1                                                                           | Paraguay olimpica                                                               | Amichevole                                                                      | -                                                                               |                                                                                 |
| 30-3-2015                                                                       | Brasilia                                                                        | Brasile olimpica                                                                | 0 – 0                                                                           | Messico olimpica                                                                | Amichevole                                                                      | -                                                                               | 45’                                                                             |
| 8-9-2015                                                                        | Le Mans                                                                         | Francia olimpica                                                                | 2 – 1                                                                           | Brasile olimpica                                                                | Amichevole                                                                      | -                                                                               | 58’                                                                             |
| 10-10-2015                                                                      | Manaus                                                                          | Brasile olimpica                                                                | 6 – 0                                                                           | Rep. Dominicana olimpica                                                        | Amichevole                                                                      | -                                                                               | 45’                                                                             |
| 13-10-2015                                                                      | Manaus                                                                          | Brasile olimpica                                                                | 5 – 1                                                                           | Haiti olimpica                                                                  | Amichevole                                                                      | -                                                                               | 81’                                                                             |
| 12-11-2015                                                                      | Recife                                                                          | Brasile olimpica                                                                | 2 – 1                                                                           | Stati Uniti olimpica                                                            | Amichevole                                                                      | -                                                                               | 77’                                                                             |
| 15-11-2015                                                                      | Belém                                                                           | Brasile olimpica                                                                | 5 – 1                                                                           | Stati Uniti olimpica                                                            | Amichevole                                                                      | 2                                                                               | 15’                                                                             |
| 24-3-2016                                                                       | Cariacica                                                                       | Brasile olimpica                                                                | 0 – 1                                                                           | Nigeria olimpica                                                                | Amichevole                                                                      | -                                                                               | 62’                                                                             |
| 27-3-2016                                                                       | Maceió                                                                          | Brasile olimpica                                                                | 3 – 1                                                                           | Sudafrica olimpica                                                              | Amichevole                                                                      | -                                                                               | 70’                                                                             |
| 5-8-2016                                                                        | Brasilia                                                                        | Brasile olimpica                                                                | 0 – 0                                                                           | Sudafrica olimpica                                                              | Olimpiadi 2016 - 1º turno                                                       | -                                                                               | 60’                                                                             |
| 8-8-2016                                                                        | Brasilia                                                                        | Brasile olimpica                                                                | 0 – 0                                                                           | Iraq olimpica                                                                   | Olimpiadi 2016 - 1º turno                                                       | -                                                                               | 46’                                                                             |
| 17-8-2016                                                                       | Rio de Janeiro                                                                  | Brasile olimpica                                                                | 6 – 0                                                                           | Honduras olimpica                                                               | Olimpiadi 2016 - Semifinale                                                     | -                                                                               | 68’                                                                             |
| 20-8-2016                                                                       | Rio de Janeiro                                                                  | Brasile olimpica                                                                | 1 – 1 dts (5 – 4 dcr)                                                           | Germania olimpica                                                               | Olimpiadi 2016 - Finale                                                         | -                                                                               | 70’                                                                             |
| Totale                                                                          |                                                                                 | Presenze                                                                        | 16                                                                              |                                                                                 | Reti                                                                            | 3                                                                               |                                                                                 |

## Palmarès

### Club

#### Competizioni statali
- Campionato paulista: 2

Santos: 2011, 2012

#### Competizioni nazionali
- Supercoppa italiana: 1

Lazio: 2017

#### Competizioni internazionali
- Coppa Libertadores: 1

Santos: 2011
- Recopa Sudamericana: 1

Santos: 2012

### Nazionale
- Oro olimpico: 1

Rio de Janeiro 2016